# Verbascum rilaense
Verbascum rilaense är en flenörtsväxtart som beskrevs av Murb. Verbascum rilaense ingår i släktet kungsljus, och familjen flenörtsväxter. Inga underarter finns listade i Catalogue of Life.